# Padiglione alla Magliana
Il padiglione alla Magliana è un'opera architettonica costruita a Roma nel 1944-45 su progetto di Pier Luigi Nervi.

## Storia
Nel 1943 e 1944, fra l'armistizio di Cassibile e la liberazione di Roma durante l'occupazione nazifascista Nervi chiuse la propria impresa di costruzione; alla riapertura, costruì questo padiglione sul terreno dell'azienda per testare le potenzialità architettoniche, costruttive e strutturali del ferrocemento, materiale da lui ideato.

## Descrizione
L'intera struttura è realizzata in ferrocemento di 3,5 cm di grande resistenza grazie alla forma ondulata, a grande inerzia.  L’edificio è oggi di proprietà privata e inserito in un’area adibita a parcheggio, e dal 2016, dopo il restauro, è protetto con un vincolo di tutela.
Nervi ha realizzato i pannelli sovrapponendo diversi strati di reti metalliche sottili, su cui il cemento viene spalmato a mano. Per verificare la capacità produttiva degli operai è stato realizzato un modello in scala 1:1 di una porzione della parete ondulata del padiglione.
Il restauro del 2016 ha consentito un notevole progresso di conoscenza teorico-pratica delle tecniche realizzative di Nervi. In particolare, gli operai che hanno condotto il lavoro hanno descritto le operazioni manuali necessarie come estremamente faticose. In seguito, infatti, Nervi utilizzerà lo stesso materiale, ma in combinazione con la tecnica della «prefabbricazione strutturale», realizzando pezzi piccoli di ferrocemento, prodotti a pie' d'opera e poi ricomposti in opera e resi monolitici. Questa sarà ad esempio la tecnica utilizzata per il Palazzetto dello Sport di Roma.